# Final de la Eurocopa 1976
La final de la Eurocopa 1976 de la UEFA fue disputada el 20 de junio de 1976 en el Stadion Crvena Zvezda de Belgrado entre Checoslovaquia, en la primera final de su historia en este torneo, y Alemania Federal, el vigente campeón. La final fue la quinta de la historia del Campeonato de Europa de Naciones de fútbol, la competición de selecciones nacionales de fútbol más importante de la UEFA.
El partido llegó al término de los 90 minutos reglamentarios con 2–2 y, después de una prórroga, la final de una Eurocopa llegaba por primera vez en su historia al lanzamiento de penaltis. Los siete primeros lanzamientos fueron convertidos, pero Uli Hoeneß lanzó su disparo alto, por encima de la portería. Con el marcador 4–3, Antonín Panenka lanzó su penalti de forma única, por el medio y realizando una especie de vaselina ante la que nada pudo hacer el guardameta alemán Sepp Maier, que se había lanzado a la izquierda. Desde ese instante, el lanzamiento del centrocampista checoslovaco fue bautizado para siempre como "penalti a lo Panenka".

## Detalles del partido
| 20 de junio de 1976 | Checoslovaquia                               | 2–2 (t. s.)(5–3 p.)        | Alemania Federal                   | Crvena Zvezda Stadium, Belgrado                                     |                                                                     |
|                     | Švehlík 8' · Dobiaš 25'                      | Reporte                    | Müller 28' · Hölzenbein 89'        | Asistencia: 30.790 espectadores Árbitro(s): Sergio Gonella (Italia) | Asistencia: 30.790 espectadores Árbitro(s): Sergio Gonella (Italia) |
|                     |                                              | Tiros desde el punto penal |                                    |                                                                     |                                                                     |
|                     | Masný · Nehoda · Ondruš · Jurkemik · Panenka |                            | Bonhof · Flohe · Bongartz · Hoeneß |                                                                     |                                                                     |

| 1          | POR        | Ivo Viktor      |     |
| 3          | DEF        | Jozef Čapkovič  |     |
| 4          | DEF        | Anton Ondruš    |     |
| 5          | DEF        | Ján Pivarník    |     |
| 12         | DEF        | Koloman Gögh    |     |
| 2          | MED        | Karol Dobiaš    | 94' |
| 7          | MED        | Antonin Panenka |     |
| 8          | MED        | Jozef Móder     |     |
| 10         | DEL        | Marián Masný    |     |
| 11         | DEL        | Zdeněk Nehoda   |     |
| 17         | DEL        | Ján Švehlík     | 79' |
| Entrenador | Entrenador | Václav Ježek    |     |

| 1          | POR        | Sepp Maier               |     |
| 2          | DEF        | Berti Vogts              |     |
| 3          | DEF        | Bernard Dietz            |     |
| 4          | DEF        | Hans-Georg Schwarzenbeck |     |
| 5          | DEF        | Franz Beckenbauer        |     |
| 6          | MED        | Herbert Wimmer           | 46' |
| 7          | MED        | Rainer Bonhof            |     |
| 10         | MED        | Erich Beer               | 80' |
| 8          | DEL        | Uli Hoeneß               |     |
| 9          | DEL        | Dieter Müller            |     |
| 11         | DEL        | Bernd Hölzenbein         |     |
| Entrenador | Entrenador | Helmut Schön             |     |

| 6  | DEF | Ladislav Jurkemik | 79' |
| 16 | MED | František Veselý  | 94' |

| 15 | MED | Heinz Flohe   | 46' |
| 14 | MED | Hans Bongartz | 80' |

| Anotado | 8'  | Ján Švehlík  | 1-0 |
| Anotado | 25' | Karol Dobiaš | 2-0 |

| Anotado | 28' | Dieter Müller    | 2-1 |
| Anotado | 89' | Bernd Hölzenbein | 2-2 |

| Marián Masný      | Acierto de penal | 1:0 |                          |               |
|                   |                  |     |                          |               |
|                   |                  | 1:1 | Acierto de penal         | Rainer Bonhof |
| Zdeněk Nehoda     | Acierto de penal | 2:1 |                          |               |
|                   |                  | 2:2 | Acierto de penal         | Heinz Flohe   |
| Anton Ondruš      | Acierto de penal | 3:2 |                          |               |
|                   |                  | 3:3 | Acierto de penal         | Hans Bongartz |
| Ladislav Jurkemik | Acierto de penal | 4:3 |                          |               |
|                   |                  | 4:3 | Fallo de penal (atajado) | Uli Hoeneß    |
| Antonin Panenka   | Acierto de penal | 5:3 |                          |               |

| Amonestado | 55' | Karol Dobiaš |
| Amonestado | 59' | Jozef Móder  |

| Árbitro | Sergio Gonella |

| 1          | POR        | Ivo Viktor      |     |
| 3          | DEF        | Jozef Čapkovič  |     |
| 4          | DEF        | Anton Ondruš    |     |
| 5          | DEF        | Ján Pivarník    |     |
| 12         | DEF        | Koloman Gögh    |     |
| 2          | MED        | Karol Dobiaš    | 94' |
| 7          | MED        | Antonin Panenka |     |
| 8          | MED        | Jozef Móder     |     |
| 10         | DEL        | Marián Masný    |     |
| 11         | DEL        | Zdeněk Nehoda   |     |
| 17         | DEL        | Ján Švehlík     | 79' |
| Entrenador | Entrenador | Václav Ježek    |     |

| 1          | POR        | Sepp Maier               |     |
| 2          | DEF        | Berti Vogts              |     |
| 3          | DEF        | Bernard Dietz            |     |
| 4          | DEF        | Hans-Georg Schwarzenbeck |     |
| 5          | DEF        | Franz Beckenbauer        |     |
| 6          | MED        | Herbert Wimmer           | 46' |
| 7          | MED        | Rainer Bonhof            |     |
| 10         | MED        | Erich Beer               | 80' |
| 8          | DEL        | Uli Hoeneß               |     |
| 9          | DEL        | Dieter Müller            |     |
| 11         | DEL        | Bernd Hölzenbein         |     |
| Entrenador | Entrenador | Helmut Schön             |     |

| 6  | DEF | Ladislav Jurkemik | 79' |
| 16 | MED | František Veselý  | 94' |

| 15 | MED | Heinz Flohe   | 46' |
| 14 | MED | Hans Bongartz | 80' |

| Anotado | 8'  | Ján Švehlík  | 1-0 |
| Anotado | 25' | Karol Dobiaš | 2-0 |

| Anotado | 28' | Dieter Müller    | 2-1 |
| Anotado | 89' | Bernd Hölzenbein | 2-2 |

| Marián Masný      | Acierto de penal | 1:0 |                          |               |
|                   |                  |     |                          |               |
|                   |                  | 1:1 | Acierto de penal         | Rainer Bonhof |
| Zdeněk Nehoda     | Acierto de penal | 2:1 |                          |               |
|                   |                  | 2:2 | Acierto de penal         | Heinz Flohe   |
| Anton Ondruš      | Acierto de penal | 3:2 |                          |               |
|                   |                  | 3:3 | Acierto de penal         | Hans Bongartz |
| Ladislav Jurkemik | Acierto de penal | 4:3 |                          |               |
|                   |                  | 4:3 | Fallo de penal (atajado) | Uli Hoeneß    |
| Antonin Panenka   | Acierto de penal | 5:3 |                          |               |

| Amonestado | 55' | Karol Dobiaš |
| Amonestado | 59' | Jozef Móder  |

| Árbitro | Sergio Gonella |

|                                   |
| Checoslovaquia                    |
| Campeón Checoslovaquia 1.º Título |